# 1952년 하계 올림픽 인도네시아 선수단
인도네시아는 1952년 7월 19일부터 8월 3일까지 핀란드 헬싱키에서 열린 제15회 하계 올림픽에 선수단을 파견했다.
| 선수 | 세부 종목 | 예선 | 예선 | 준결선 | 준결선 | 결선 | 결선 |
| 선수 | 세부 종목 | 기록 | 순위 | 기록   | 순위   | 기록 | 순위 |

## 육상
남자
| 선수 | 세부 종목 | 1차 예선 | 1차 예선 | 준준결선 | 준준결선 | 준결선 | 준결선 | 결선 | 결선      |
| 선수 | 세부 종목 | 기록     | 순위     | 기록     | 순위     | 기록   | 순위   | 기록 | 최종 순위 |

## 같이 보기
- 올림픽 인도네시아 선수단